# Fulókércs
Fulókércs là một thị trấn thuộc hạt Borsod-Abaúj-Zemplén, Hungary. Thị trấn này có diện tích 18,63 km², dân số năm 2010 là 395 người, mật độ 21 người/km².